# Salcie (gen)
Salcia (Salix L.) este un gen de plante din familia Salicaceae, cuprinzând arbori, arbuști sau subarbuști cu lujeri elastici și frunze căzătoare.

## Denumire
Plantele din genul salix sunt cunoscute în România sub numele generic de salcie. Numele popular de "salcie" provine în limba română din latinescul salix.

## Răspândire
Genul Salix este răspândit în întreaga emisferă nordică, fiind întâlnit în principal pe soluri umede, pe malurile râurilor, iazurilor și lacurilor în zonele mai răcoroase. 

## Caracteristici
- Tulpina, poate fi noduroasă, scoarța cu crăpături, înălțimea neatingând mai mult de 3-4 metri, dar  unele specii pot atinge până la 10-15 metri si aeriana.
- Frunzele sunt întregi (rar lobate), stipelate, cu pețioluri scurți, dispuse altern pe ramurile elastice, netede.
- Florile unisexuate, dispuse în amenți drepți (care apar înaintea frunzelor sau odată cu acestea), cu 2-10 stamine, ovarul bicarpelar și stilul cu 2-4 stigmate bifurcate. Mugurii pufoși semi-deschiși ai salciei, înainte ca aceștia să înflorească, sunt numiți și mâțișori.
- Fructul este o capsulă cu 2-4 valve.
- Semințele sunt mici, în număr mare și acoperite cu perișori argintii.

## Înmulțire
Se înmulțește pe cale asexuată și sexuată.

## Speciile genului Salix după mai multe surse
Genul Salix cuprinde circa 350 specii. Din genul Salix fac parte:
| Speciile genului Salix din flora României după Beldie 1977 | Speciile genului Salix din flora României după Beldie 1977 | Speciile genului Salix din flora României după Beldie 1977 | Speciile genului Salix după | Speciile genului Salix după          |
| Specia                                                     | Denumirea populară. Observații                             | Subspecia                                                  | Specie                      | Denumirea populară                   |
| Salix triandra L.                                          | Salcie                                                     | Salix trianda var. triandra                                | Salix triandra              | -                                    |
| Salix triandra L.                                          | Salcie                                                     | Salix trianda var. discolor Wimm. et Grab.                 | Salix triandra              | -                                    |
| Salix pentandra L.                                         | Salcie                                                     | -                                                          | -                           | -                                    |
| Salix herbacea L.                                          | -                                                          | -                                                          | Salix herbacea              | -                                    |
| Salix alpina Scop.                                         | -                                                          | -                                                          | -                           | -                                    |
| Salix retusa L.                                            | Salcie pitică                                              | Salix retusa ssp. retusa                                   | Salix retusa                | -                                    |
| Salix retusa L.                                            | Salcie pitică                                              | Salix retusa ssp. kitaibeliana (Willd) Rchb.               | Salix retusa                | -                                    |
| Salix rigida Mühlenb (specie cultivată)                    | Răchită americană                                          | -                                                          | -                           | -                                    |
| Salix alba L.                                              | Salcie albă, Răchită albă                                  | Salix ssp. alba                                            | Salix alba                  | Salcie albă, răchită albă            |
| Salix alba L.                                              | Salcie albă, Răchită albă                                  | Salix ssp. vitelliana L.                                   | Salix alba                  | Salcie albă, răchită albă            |
| Salix daphnoides Vill.                                     | -                                                          | -                                                          | -                           | -                                    |
| Salix babylonica L.                                        | Salcie pletoasă                                            | -                                                          | Salix babylonica            | Salcie plângătoare                   |
| Salix fragilis L.                                          | Răchită                                                    | -                                                          | Salix fragilis              | Salcie fragedă, plesnitoare, răchită |
| Salix purpurea L.                                          | Răchită roșie                                              | Salix purpurea ssp. purpurea                               | Salix purpurea              | Răchită roșie                        |
| Salix purpurea L.                                          | Răchită roșie                                              | Salix purpurea ssp. lambertiana                            | Salix purpurea              | Răchită roșie                        |
| Salix reticulata L.                                        | -                                                          | -                                                          | Salix reticulata            | Salcie pitică                        |
| Salix silesiaca Willd.                                     | -                                                          | -                                                          | Salix silesiaca             | Salcie de Silezia                    |
| Salix starkeana Willd.                                     | -                                                          | -                                                          | -                           | -                                    |
| Salix hastata L.                                           | -                                                          | -                                                          | Salix hastata               | -                                    |
| Salix polylicifolia L.                                     | -                                                          | -                                                          | -                           | -                                    |
| Salix myrtilloides L.                                      | -                                                          | -                                                          | -                           | -                                    |
| Salix aurita L.                                            | -                                                          | -                                                          | -                           | -                                    |
| Salix cinerea L.                                           | Zălog                                                      | -                                                          | Salix cinerea               | Zălog                                |
| Salix caprea L.                                            | -                                                          | -                                                          | Salix caprea                | Salcie căprească                     |
| Salix elaeagnos Scop.                                      | -                                                          | -                                                          | -                           | -                                    |
| Salix rosmarinifolia L.                                    | -                                                          | -                                                          | -                           | -                                    |
| Salix viminalis L.                                         | Răchită, Mlajă                                             | -                                                          | Salix viminalis (mlaje).    | -                                    |

## Hibrizi
- Salix x tinctoria Sm. Hibrid între Salix fragilis și Salix pentandra)
- Salix x tinctoria Sm. Hibrid între Salix fragilis și Salix pentandra)
- Salix x rubens Schrk. Hibrid între Salix alba și Salix fragilis
- Salix x alopecuroides Tausch Hibrid între Salix fragilis și Salix triandra
- Salix x undulata  Ehrh. Hibrid între Salix alba și Salix triandra
- Salix x undulata  Ehrh. Hibrid între Salix alba și Salix triandra
- Salix x velenovskyi Servit. Hibrid între Salix alba și Salix purpurea
- Salix x sepuleralis. Hibrid între Salix alba și Salix babilonica
- Salix x blanda Anderss. Hibrid între Salix babzlonica și Salix fragilis
- Salix x mollissima. Hibrid între Salix triandra și Salix viminalis
- Salix x tatrae. Hibrid între Salix alpina și Salix silesiaca
- Salix x retusoides Kern. Hibrid între Salix alpina și Salix retusa
- Salix x retusoides Kern. Hibrid între Salix alpina și Salix retusa
- Salix x subcinerea Anderss. Hibrid între Salix cinerea și Salix silesiaca
- Salix x holosericea Koch et Ziz Hibrid între Salix cinerea și Salix piminalis
- Salix x pontederana Willd. Hibrid între Salix cinerea și Salix piminalis
- Salix x irreflexa Brb. Hibrid între Salix cinerea și Salix purpurea

## Utilizare
Salcia conține salicină, o substanță asemănătoare acidului acetilsalicilic care se găsește în aspirină. Lemnul de salcie este de calitate inferioară el neputând fi utilizat nici măcar ca lemn de foc din cauza faptului ca nu arde ci doar fumegă. Spre deosebire de genul înrudit populus (plopul), lemnul de salcie nu poate fi folosit la confecționarea bețelor de chibrituri. Una din cele mai cunoscute specii de salcie este Salix babylonica, așa numita "salcie plângătoare" ale cărei ramuri atârnă de trunchi, folosită în parcuri și grădini ca plantă ornamentală. Din nuielele de răchită (mai ales din răchita roșie (Salix purpurea) se împletesc coșuri și papornițe. Pe malul drept al Prahovei, la km 128.5, se află o răchită (Salix fragilis L.) de aproximativ 200 de ani.

## Folclor
Salcia crește în abundență pe teritoriul României dar nu este un copac prețuit din cauza lipsei de întrebuințări. Există numeroase proverbe populare în care salcia e descrisă cu o notă de sarcasm, așa cum ar fi: când va face plopul pere și răchita micșunele. Altele din păcate au o coloratură rasistă: așa cum salcia nu e pom, nici țiganul nu e om.